# Santa Maria a Monte
Santa Maria a Monte és un municipi situat al territori de la província de Pisa, a la regió de la Toscana, (Itàlia).
Santa Maria a Monte limita amb els municipis de Bientina, Calcinaia, Castelfranco di Sotto, Montopoli in Val d'Arno i Pontedera.

## Galeria

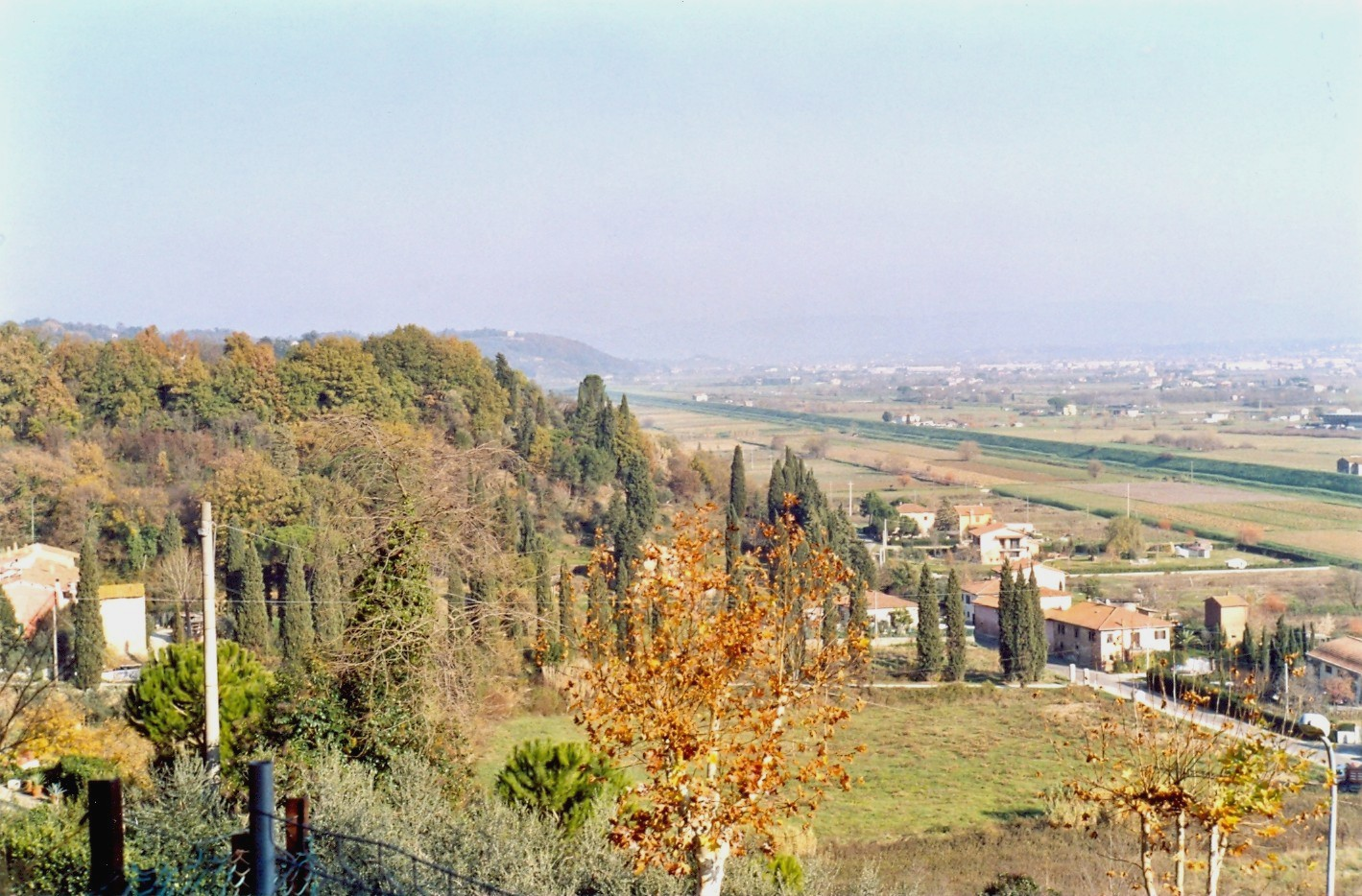
Vista de Santa Maria a Monte
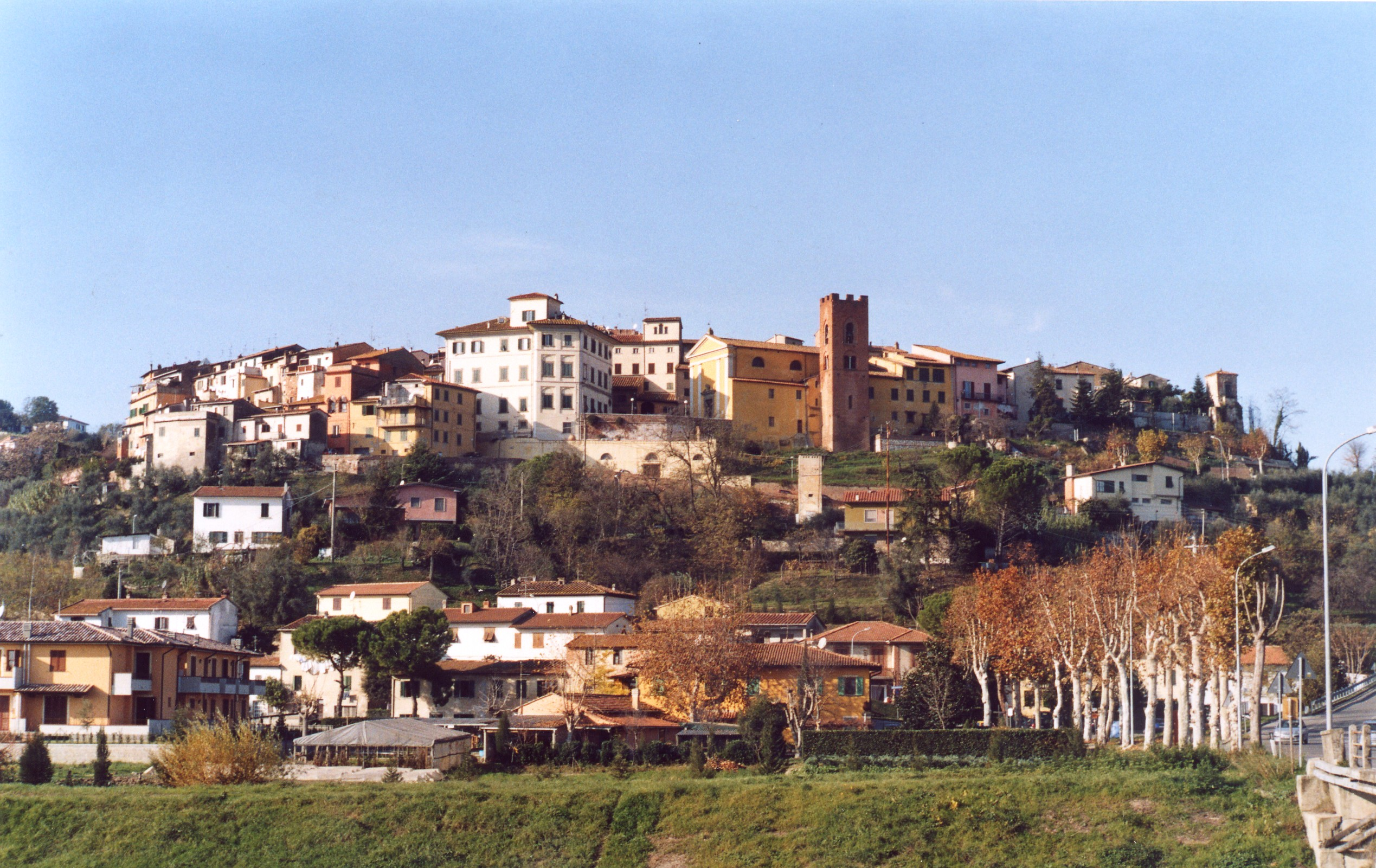
Vista de Santa Maria a Monte
Localització del municipi a la prov. de Pisa